# خواکین نویلو
خواکین نویلو (انگلیسی: Joaquín Novillo؛ زادهٔ ۱۹ فوریهٔ ۱۹۹۸) بازیکن فوتبال است.
وی همچنین در تیم ملی فوتبال زیر ۲۳ سال آرژانتین بازی کرده‌است.
وی در مسابقات کشوری و بین‌المللی در مجموع برندهٔ ۱ مدال طلا شده‌است.